# Safeway
Safeway Inc. — американская сеть супермаркетов, основанная в 1915 году Марионом Бартоном Скэггсом в Американ-Фолс (Айдахо, США). Ныне дочерняя компания продовольственной корпорации Albertsons Companies Inc. В январе 2015 года магазины сети в западной и центральной части США, а также часть магазинов в Средне-Атлантических штатах Восточного Побережья, были приобретены группой частных инвесторов во главе с Cerberus Capital Management. Штаб-квартира находится в Плезантон (Калифорния), США.

## История

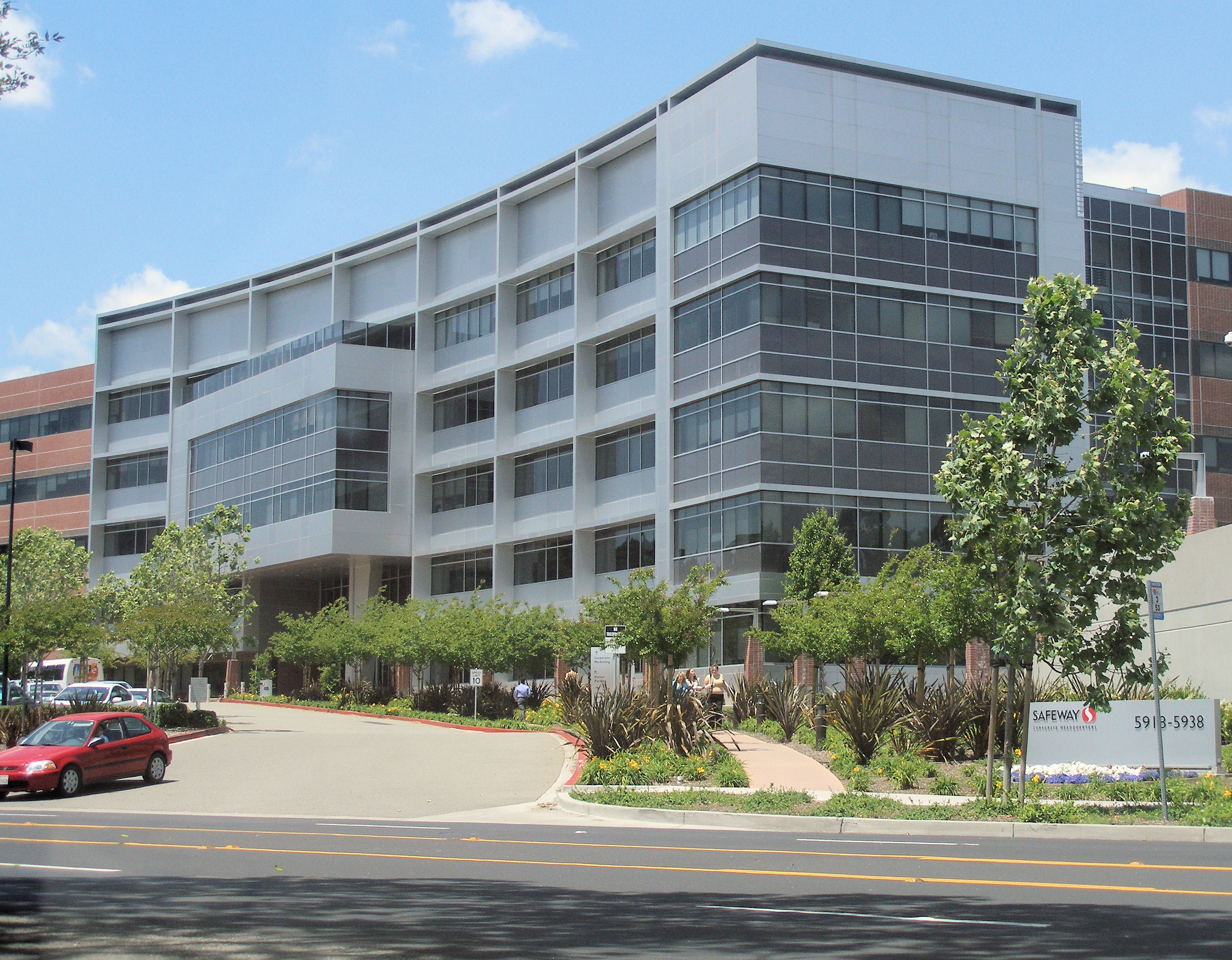
Штаб-квартира Safeway в Плезантон (Калифорния)

В 1915 году Марион Бартон Скэггс выкупил у своего отца бакалейный магазин площадью 53,5 м² в Американ-Фолс (Айдахо) за $ 1089. Со временем он создал сеть магазинов, которая действовала как два отдельных предприятия, Skaggs Cash Stores и Skaggs United Stores. Бизнес быстро рос и Скэггс заручился помощью своих пяти братьев, чтобы помочь развитию сети магазинов. Бизнес-стратегия предпрнимателя, в частности, ориентация на минимальную маржу с целью сохранения низких цен, оказалась невероятно успешной. К 1926 году Скэггс открыл 428 магазинов в 10 штатах.
В 1926 году Чарльз Меррилл, основатель брокерской фирмы Merrill Lynch, приобрёл 322 магазина сети Safeway на Западном побережье. Затем, в июне того же 1926 года Меррилл предложил Скэггсу либо $7 млн за его бизнес или $1,5 млн плюс 30 000 акций объединённой компании. Скэггс выбрал последний вариант. С 1 июля 1926 года заработала компания Safeway, Inc., объединившая 322 магазина Safeway, 673 магазина Skaggs United Stores (Айдахо) и Skaggs Cash Stores (Калифорния). Смысл названия, «безопасный путь», заключался в том, что продуктовая сеть работала исключительно на расчёте наличными, не предлагая кредит, как традиционно делали бакалейные магазины. Благодаря этому покупатели не могли попасть в долги через свой продуктовый счёт (как многие семьи делали в то время, особенно во время Великой депрессии).
По завершении слияния Skaggs и Safeway, Марион Бартон Скэггс стал главным исполнительным директором. Слияние привело к созданию крупнейшей сети продуктовых магазинов к западу от Миссисипи. Через год на Нью-Йоркской фондовой бирже прошло публичное размещение акций Safeway, начальная цена при этом составила $226. Уже в 1928 году стоимость ценных бумаг компании упала до менее чем $50. В 1930-е годы Чарльз Меррилл временно покинул Merrill Lynch, чтобы помочь управлять Safeway. Пользуясь финансовой поддержкой Merrill Lynch, сеть начала активно приобретать многочисленные региональные продуктовые сети магазинов. Всего, в период с 1928 по 1931 год Safeway поглотила 9 сетевых компаний, насчитывавших более 1000 бакалейных и почти 700 мясных магазинов в 11 штатах. Кроме того, в 1929 году сеть открыла свой первый магазин за пределами США, в Канаде.
В результате скупки действующих магазинов и открытия новых в 1932 году Safeway насчитывала около 3400 торговых точек в США и Канаде. После этого, сеть, во многом из-за Великой депрессии, была вынуждена прекратить агрессивную экспансию, сосредоточившись на контроле затрат. Кроме того, многочисленные мелкие продуктовые магазины стали закрываться, так как Safeway предпочитала им более крупный формат — супермаркеты. К 1933 году сеть в продуктовой рознице уступала только The Great Atlantic and Pacific Tea Company и Kroger.
В 1935 году Safeway продала свои девять магазинов в Гонолулу (Гавайи) «… из-за неудобства надлежащего надзора». В 1935 году независимые бакалейные торговцы в Калифорнии убедили законодательное собрание штата ввести прогрессивный налог на сети магазинов. Перед тем как акт вступил в силу, Safeway добилась проведения референдума в 1936 году, на котором большинство избирателей проголосовали за отмену закона. В 1935 году было куплено канадское отделение обанкротившейся американской сети Piggly Wiggly (179 магазинов).
В 1936 году Safeway гарантировала возврат денег за мясо. В том же году у Kroger было куплено 53 бакалейных магазина в Оклахоме. В 1941 году Safeway вышла на рынки Восточного побережья, купив сети Daniel Reeves (498 бакалейных магазинов, Нью-Йорк) и National Grocery (84 бакалейных магазина, Нью-Джерси). В 1958 году была поглощена сеть Thriftway Stores (30 бакалейных магазинов в Айове). После этой сделки Safeway больше не проводила поглощений в США, зато развернула международную экспансию. В 1962 году сеть вышла на рынки Великобритании (131 магазин, 1986) и Австралии (123 магазина, 1984), в 1963 настал черёд Западной Германии (35 магазинов, 1984). В 1981 году Safeway стала работать в Мексике, приобретя 49 % местного ритейлера Casa Ley (137 магазинов, 2007). В 1982 году было заключено лицензионное соглашение с Tamimi Group, в рамках которого к 1984 году в Саудовской Аравии было открыто 6 супермаркетов Safeway. Также сеть сотрудничала с Tamimi Group в соседнем Кувейте.
В 1941 году Марион Скэггс ушёл из совета директоров Safeway.
В 1947 году объём продаж компании впервые превысил $1 млрд. К 1951 году общий объём продаж достиг почти $1,5 млрд. В 1962 году компания приняла эмблему S, которая используется до сих пор.
В 1955 году председателем совета директоров Safeway, а в 1956 году ещё и президентом стал Роберт А. Магован, зять Чарльза Меррилла. Он возглавлял компанию до 1968 года.
В 1959 году Safeway открыла свой первый магазин в новом штате Аляска, став первой крупной розничной сетью вышедшей на этот рынок. Кроме того, в том же 1959 году на пристани в Сан-Франциско был открыт первый магазин в так называемом «marina-style». В течение следующего десятилетия были открыты сотни магазинов в этом стиле.
В 1961 году компания продала свои магазины в Нью-Йорке. В 1963 году Safeway вновь стала открывать магазины на Гавайях.
В 1979 году председателем совета директоров и генеральным директором Safeway был назначен Питер Магован, сын Роберта Магована и внук Чарльза Меррилл. Он возглавлял компанию 13 лет, в течение которых резко сократилось количество магазинов сети.
1980-е годы ознаменовались для Safeway распродажей магазинов. Одной из причин этого стало приобретение сети в 1986 году фондом частных инвестиций Kohlberg Kravis Roberts (KKR), что позволило спасти её от враждебного поглощения корпоративными рейдерами Гербертом и Робертом Хафтами. Для борьбы с рейдерами Safeway была преобразована в частную компанию, а для покрытия расходов на выкуп акций была начата распродажа операционных подразделений. В период с 1983 по 1988 годы были проданы 13 филиалов как в США, так и за границей, в частности в ФРГ и Великобритании. Кроме того, Safeway пришлось закрыть часть нерентабельных или малорентабельных магазинов на Востоке США. В общей сложности, были проданы почти половина из 2200 магазинов сети. Национальное присутствие Safeway в итоге свелось к нескольким западным штатам, Северной Калифорнии, а также к Вашингтону, округ Колумбия.
В конце 1990-х годов Safeway, поправив наконец своё финансовое положение, возобновила активное приобретение региональных сетей, в том числе вернувшись на рынки Техаса и Южной Калифорнии. В 1999 году сеть начала открывать автозаправки в некоторых из своих новых магазинов.
В 2000 году Safeway запустила собственную службу доставки продуктов на дом, а в 2001 году создала дочернюю компанию Blackhawk Network, выпускавшую предоплаченные и платёжные карты.
19 февраля 2014 года было объявлено о подготовке к продаже Safeway. 6 марта 2014 года фонд частных инвестиций Cerberus Capital Management (который также владеет конкурирующей продуктовой сетью Albertsons) объявил о своём намерении приобрести Safeway за $9,4 млрд в 4-м квартале того же года. 30 января 2015 года была завершена сделка, в рамках которой Safeway перешла под контроль Albertsons.
На момент слияния штаб-квартира компании располагалась в городе Рено (Невада). В 1929 году она была переведена в Окленд (Калифорния), где находилась до переезда в Плезантон (Калифорния) в 1996 году.